# 에르푸르트 대성당

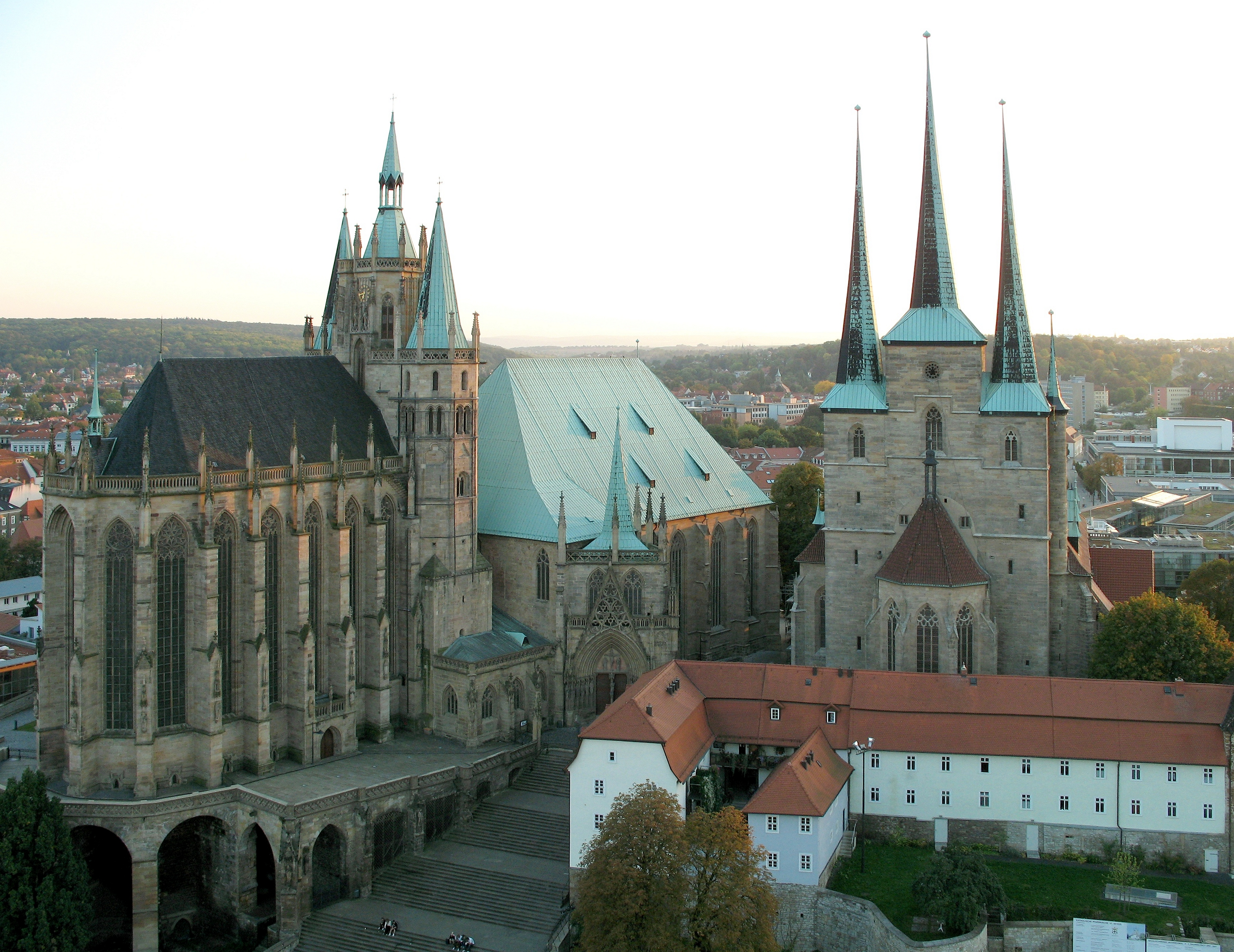
에르푸르트 대성당(왼쪽)과 성 세베로 성당(오른쪽).

에르푸르트 대성당(독일어: Erfurter Dom 에르푸르터 돔[*]) 또는 에르푸르트 주교좌 성당은 독일 튀링겐주 에르푸르트 언덕 위에 세워진 로마 가톨릭교회의 대성당으로 1,200년의 역사를 갖고 있다. 국제 고딕 양식으로 지어진 이 대성당의 주보성인은 성모 마리아이며, 산허리에 세워진 유일한 가톨릭 성당이다.
1184년에 이곳에서 에르푸르트 변소 사고가 일어났었다.